# Taiaha

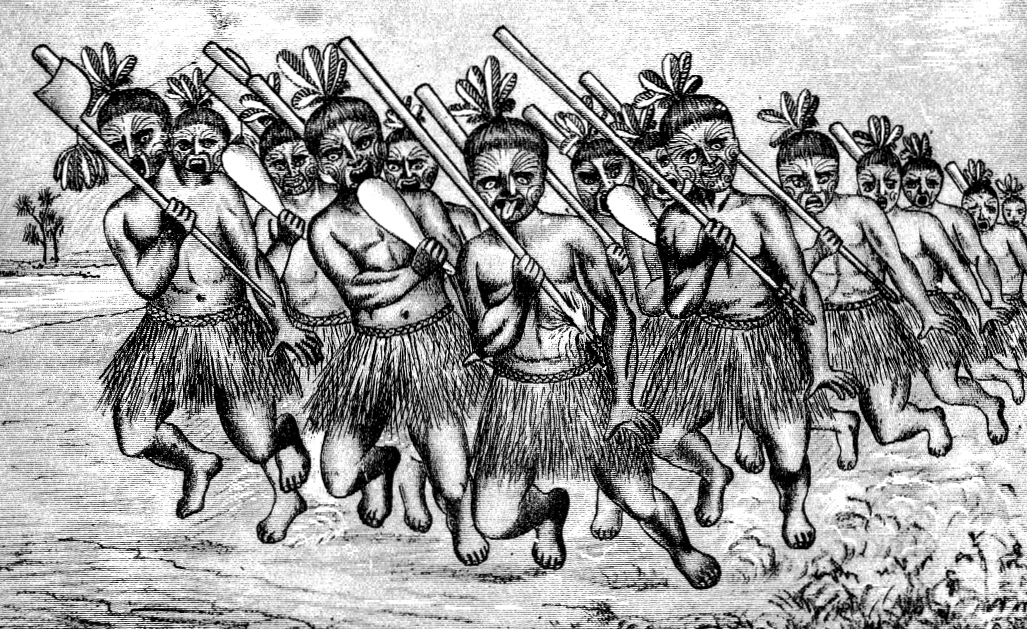
XIX-wieczna rycina przedstawiająca Maorysów tańczących hakę, część uzbrojona jest w taiaha

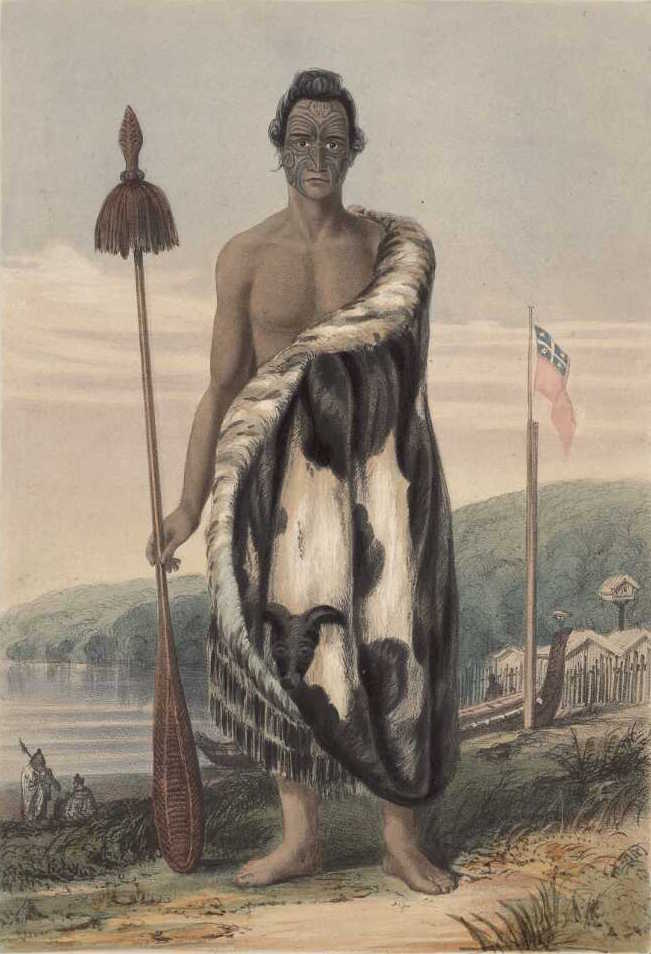
Wódz Maorysów Te Puni trzymający taiaha

Taiaha – oburęczna broń maoryska, wykonywana z twardego drewna, najczęściej z akeake (najtwardsze) oraz maire. Pomimo zewnętrznego podobieństwa do włóczni nie jest bronią miotaną, z zasady walczono nią jak kijem bojowym lub jak maczugą, zadając też ciosy kłute strona ostrą. Z tego też powodu trudno rozstrzygnąć do której z kategorii broni białej należy taiaha. 
Składa się z trzech części:
- dolnej – mającej postać łopatki, lekko lub bardziej spłaszczonej – używanej często do zadawania ostatecznego ciosu,
- środkowej – mającej postać drąga (o okrągłym przekroju)
- górnej – ostro zakończonej. Na jej końcu znajduje się tzw. głowa, bogato rzeźbiona w tradycyjny sposób, z oczami z muszli paua i językiem (arero), które jest jednocześnie ostrzem.

Taiaha nie ma stałych wymiarów i każdorazowo dopasowana jest do wzrostu: ma sięgać od ziemi do brody wojownika.
Według tradycji, tylko Maorys może używać tej broni.